# هیلینگتون، نورفک
هیلینگتون (به انگلیسی: Hillington) یک روستا و محله مدنی در بریتانیا است که در King's Lynn and West Norfolk واقع شده‌است. هیلینگتون ۱۰٫۲۷ کیلومتر مربع مساحت و ۴۰۰ نفر جمعیت دارد.